# Vince Barnett

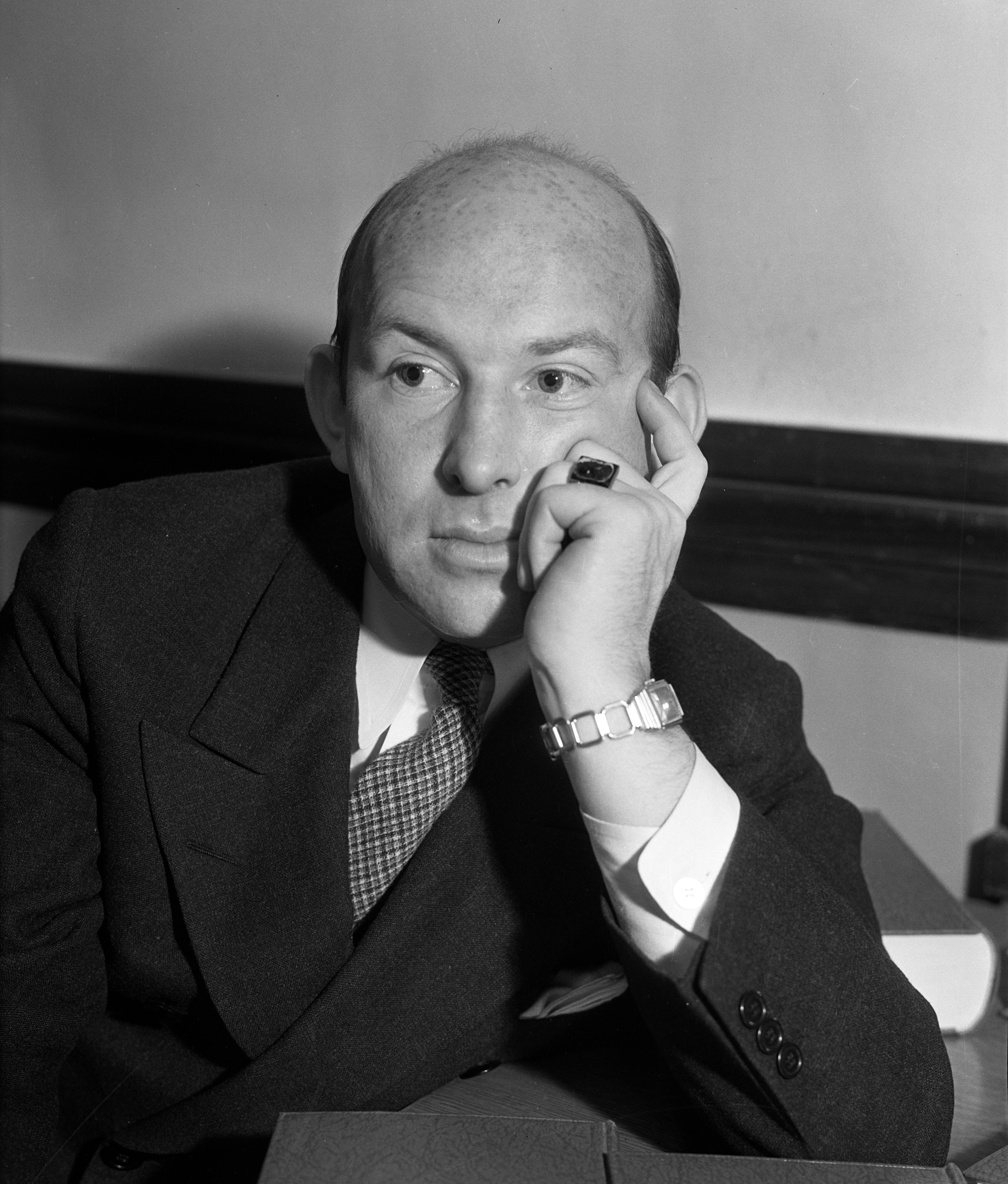
Vince Barnett (1936)

Vince Barnett (* 4. Juli 1902 in Pittsburgh, Pennsylvania als Vincent Lysle Barnett; † 10. August 1977 in Encino, Kalifornien) war ein US-amerikanischer Schauspieler.

## Leben und Karriere
Nach seinem Studium an der Carnegie Mellon University arbeitete er für ein paar Jahre als Pilot von Postflugzeugen, ehe er als Theaterschauspieler zu arbeiten begann und einige Stücke schrieb. In den späten 1920er-Jahren gelangte Barnett nach Hollywood und arbeitete zunächst als Drehbuchautor, konzentrierte sich aber bald vor allem auf seine Schauspielkarriere. Barnetts Schauspielkarriere in Hollywood umspannte rund 230 Film- und Fernsehproduktionen zwischen 1930 und 1975. Den Durchbruch feierte der schmächtige Charakterdarsteller – der schon früh eine Glatze hatte und oftmals einen kleinen Schnurrbart trug – im Jahr 1932 mit dem Gangsterfilmklassiker Scarface von Howard Hawks. In diesem verkörperte er Scarfaces loyalen Gangsterfreund Angelo, der von ihm trotz Analphabetismus als sein Privatsekretär beschäftigt wird, und sorgte für die komischeren Momente des Filmes.
Barnett war in den meisten Fällen auf komödiantische Nebenrollen festgelegt und spielte mehrfach, so auch in Scarface, Comic Reliefs. Neben einigen weiteren Gangstern spielte er vor allem Figuren aus der Arbeiterklasse wie Barkeeper, Hausmeister, Taxifahrer oder Wirte, manchmal auch Figuren im alkoholisierten Zustand. Er war allerdings nicht immer nur komisch, sondern spielte manchmal auch traurige und von Sorgen gezeichnete Figuren: In Robert Siodmaks Noir-Klassiker Rächer der Unterwelt war er etwa 1946 in der Rolle eines melancholischen Kleinkriminellen zu sehen, der sich zur Ruhe gesetzt hat. Ab den 1950er-Jahren war Barnett auch in vielen Fernsehserien zu sehen. Im Jahr 1975 erschienen noch drei Kinofilme mit ihm in Nebenrollen, dann zog er sich aus dem Filmgeschäft zurück.
Neben der Schauspielerei machte sich Vince Barnett als „Streichespieler“ einen Namen, indem er sich im echten Leben verkleidete und in einer bestimmten Rolle zu Veranstaltungen – oft Partys mit hochrangigen Gästen – anwesend war. Als „bezahlter Beleidiger“ prominenter Gäste sollte er für Stimmung und Aufregung auf den Partys sorgen. Beispielsweise spielte er einen trotteligen Kellner mit deutschem Akzent, dem zur Verwunderung der Gäste und zum Spaß des Gastgebers allerlei Missgeschicke passierten. Bereits Barnetts Vater, der Theaterschauspieler Luke Barnett (1877–1965), hatte als ein solcher Streichespieler gearbeitet. Zu den prominentesten Opfern seiner Streiche zählten Franklin D. Roosevelt, Winston Churchill, George Bernard Shaw, Henry Ford und Charles Lindbergh. Gegenüber General Hap Arnold gab er sich 1942 als General aus Kambodscha aus. Manchmal besaßen seine Auftritte außerordentliche Schärfe, so erinnerte sich David Niven in seiner 1975 erschienenen Autobiografie, dass Barnett sich einmal als deutscher Filmregisseur bei einem Ehrenbankett für Samuel Goldwyn ausgegeben habe. In dieser Figur erklärte er Goldwyn vor den gesamten Gästen, er habe die russische Schauspielerin Anna Sten nur nach Hollywood geholt, um mit ihr schlafen zu können.
Barnett war zweimal verheiratet: Bis zu ihrem Tod im Jahr 1955 mit Genevieve Meier sowie von 1971 bis zu seinem Tod mit Lillian Roddy. Er starb im August 1977 im Alter von 75 Jahren an einer Herzerkrankung.

## Filmografie (Auswahl)
- 1930: Wide Open
- 1930: Im Westen nichts Neues (All Quiet on the Western Front)
- 1930: Ein Mann für sie (Her Man)
- 1931: Scratch-As-Catch-Can (Kurzfilm)
- 1932: Blühender Blödsinn (Horse Feathers)
- 1932: Scarface
- 1932: Tiger Hai (Tiger Shark)
- 1932: The Death Kiss
- 1932: Ring frei für die Liebe (Flesh)
- 1933: Der Boxer und die Lady (The Prizefighter and the Lady)
- 1933: Flammenreiter (Sunset Pass)
- 1933: Mädchenraub in Wildwest (Man of the Forest)
- 1933: Fast Workers
- 1933: Die Hafen-Annie (Tugboat Annie)
- 1934: She Loves Me Not
- 1934: Prinzessin für 30 Tage (Thirty-Day Princess)
- 1934: Alles liebt, alles lügt (The Affairs of Cellini)
- 1934: Harold Lloyd, der Strohmann (The Cat’s Paw)
- 1935: In blinder Wut (Black Fury)
- 1935: Wo die Liebe hinfällt (I Live My Life)
- 1936: Dünner Mann, 2. Fall (After the Thin Man)
- 1936: San Francisco
- 1936: Riffraff
- 1937: Ein Stern geht auf (A Star Is Born)
- 1940: Stranger on the Third Floor
- 1940: East Side Kids
- 1940: Das Haus der sieben Sünden (Seven Sinners)
- 1941: Blondie in Society
- 1942: The Corpse Vanishes
- 1942: Bowery at Midnight
- 1942: Klondike Fury
- 1944: Die Maske des Dimitrios (The Mask of Dimitrios)
- 1945: Flitterwochen zu dritt (Thrill of a Romance)
- 1946: Der Mann aus Virginia (The Virginian)
- 1946: Rächer der Unterwelt (The Killers)
- 1946: Erfüllte Träume (Two Sisters from Boston)
- 1946: The Falcon’s Alibi
- 1947: Anklage: Mord (High Wall)
- 1947: Zelle R 17 (Brute Force)
- 1948: Geladene Pistolen (Loaded Pistols)
- 1949: Vor verschlossenen Türen (Knock on Any Door)
- 1949: Texaspolizei räumt auf (Deputy Marshal)
- 1950: The Second Woman
- 1950: The Grass Is Always Greener (Kurzfilm)
- 1951: In all meinen Träumen bist Du (I’ll See You in My Dreams)
- 1951: On Dangerous Ground
- 1952: Gegenspionage (Springfield Rifle)
- 1952: Endstation Mars (Red Planet Mars)
- 1952: Sabotage (Carson City)
- 1952: Jazz Singer (The Jazz Singer)
- 1952: The Files of Jeffrey Jones (Fernsehserie, 14 Folgen)
- 1954: Gala-Premiere (Ring of Fear)
- 1957: Teufel im Nacken (Monkey on My Back)
- 1958: 77 Sunset Strip (Fernsehserie, Folge Girl on the Run)
- 1958: Bronco (Fernsehserie, Folge Trail to Taos)
- 1962: The Real McCoys (Fernsehserie, Folge Army Reunion)
- 1965: Meine drei Söhne (My Three Sons; Fernsehserie, Folge The Glass Sneaker)
- 1965: Das Familienjuwel (The Family Jewel)
- 1965: Dr. Goldfuß und seine Bikini-Maschine (Dr. Goldfoot and the Bikini Machine)
- 1966: Solo für O.N.K.E.L. (The Man from U.N.C.L.E.; Fernsehserie, Doppelfolge The Concrete Overcoat Affair)
- 1966–1970: Green Acres (Fernsehserie, 5 Folgen)
- 1967: The Fastest Guitar Alive
- 1967: Ein Froschmann an der Angel (The Big Mouth)
- 1967–1968: The Andy Griffith Show (Fernsehserie, 3 Folgen)
- 1968–1970: Mayberry R.F.D. (Fernsehserie, 7 Folgen)
- 1975: Summer School Teachers
- 1975: Verrückte Mama (Crazy Mama)
- 1975: Sixpack Annie